# Tamajor
Tamajor – gaun wikas samiti w środkowej części Nepalu  w strefie Dźanakpur w dystrykcie Sindhuli. Według nepalskiego spisu powszechnego z 2001 roku liczył on 382 gospodarstw domowych i 2326 mieszkańców (1211 kobiet i 1115 mężczyzn).